# Imola
Imola (dialekt romanijski Jômla) – miasto i gmina we Włoszech, w regionie Emilia-Romania, w prowincji Bolonia. Miejscowość leży nad rzeką Santerno.
W miejscowości znajduje się stacja kolejowa Imola.

## Zabytki
- W mieście zachowały się ruiny forum.
- 14 kwietnia 2005 roku (w 60. rocznicę zdarzenia) w mieście odsłonięto pomnik upamiętniający wyzwolenie Imoli przez żołnierzy 2. Korpusu Polskiego Polskich Sił Zbrojnych na Zachodzie.
- 19 kwietnia 2015 roku w mieście odsłonięto pomnik upamiętniający Wojtka, niedźwiedzia, który w czasie II wojny światowej podróżował z 22 Kompanią Zaopatrywania Artylerii w 2 Korpusie Polskim dowodzonym przez gen. Andersa.

## Ludzie urodzeni w Imoli
- św. Piotr Chryzolog (ok. 380-450) biskup i doktor Kościoła.

## Sport
W miejscowości znajduje się tor wyścigowy Autodromo Enzo e Dino Ferrari, na którym od 1980 do 2006 odbywały się wyścigi Formuły 1 o Grand Prix San Marino, a w 2020 odbył się wyścig o Grand Prix Emilii-Romanii 2020. W 1994 po wypadkach na torze w Imoli zginęli Roland Ratzenberger (w sesji kwalifikacyjnej), a dzień później Ayrton Senna da Silva (podczas wyścigu) – trzykrotny Mistrz Świata Formuły 1.

## Miasta partnerskie
- Pula, Chorwacja
- Colchester, Wielka Brytania
- Gennevilliers, Francja
- Weinheim, Niemcy
- Piła, Polska